# Фіорд

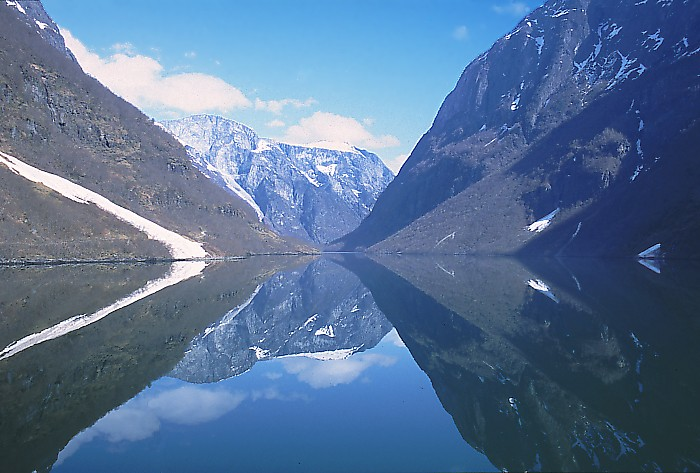
Согнефіорд у Норвегії

Фіо́рд, фйорд (норв. fjord) — довга, вузька морська затока, яка часто тягнеться далеко усередину узбережжя. Фіорд походить від затоплення морем долини колишнього льодовика. Багато фіордів дуже глибокі — вони формувалися, коли величезні льодовики своєю вагою роз'їдали низи долин під рівнем моря. Після розтоплення льодовиків вода моря потрапляла в долини. Переважно довжина фіорду в декілька разів більша за його ширину.
У світі найвідоміші чотири фіордові райони: вони розташовані на західному узбережжі Норвегії, Чилі, Південного острова Нової Зеландії та Північної Америки від затоки П'юджет-Саунд (штат Вашингтон) до Аляски. Фіорди також є на берегах Шотландії, Ісландії, Гренландії, півострова Лабрадор, штату Мен (США) і на деяких арктичних островах.
Завдяки своїй красі та мальовничості — скелі, що здіймаються прямо з води, покриті густою рослинністю гори, засніжені вершини — фіорди популярні серед туристів з усього світу.